# Lymeon fuscipennis
Lymeon fuscipennis är en stekelart som först beskrevs av Brulle 1846.  Lymeon fuscipennis ingår i släktet Lymeon och familjen brokparasitsteklar. Inga underarter finns listade i Catalogue of Life.